# 田中由弘
田中 由弘（たなか よしひろ、1968年〈昭和43年〉 - ）は日本の実業家。たこ焼きチェーン店「甲賀流」を運営する株式会社甲賀流代表取締役社長。

## 来歴・人物
大阪市出身。大阪府立清水谷高等学校、帝塚山大学経済学部卒業。
父の創業した「甲賀流」たこ焼きを中学生の頃から手伝い、秘伝の「約10年かけた黄金比率」で配合のオリジナル粉の生地も開発した。
2003年（平成15年）父の後を継いで「甲賀流」代表取締役に就任。甲賀流をたこ焼きで世界初のミシュランガイドへ掲載させる。
ブランド戦略として手本にしているのが、大阪に本社を置く「551蓬萊」。
同業者の事業組合である上方お好み焼たこ焼協同組合（おこたこ組合）の活動にも注力。2008年4月6日には、大阪府知事公館（大阪府公館）の庭で「おこたこスプリングフェスティバル」を開き、お好み焼き店の「大阪ぼてぢゅう」「お好み焼ゆかり」などとともに出店。たこ焼きを橋下徹大阪府知事に実演してもらい、各国の総領事らに大阪の食をPRした。また、毎秋「船場まつり」の一環として開かれる「東日本大震災復興支援 大船渡サンマまつり」では、被災地岩手県大船渡市から直送された旬のサンマを炭火で焼き、提供を手伝うほか、お好み焼き、たこ焼きをチャリティ販売。売上金を復興支援として寄付している。